# Oola
Oola (irisch Úlla, deutsch runde Hügelchen) ist ein Dorf mit 315 Einwohnern (Stand 2022) im irischen County Limerick in der Provinz Munster. 

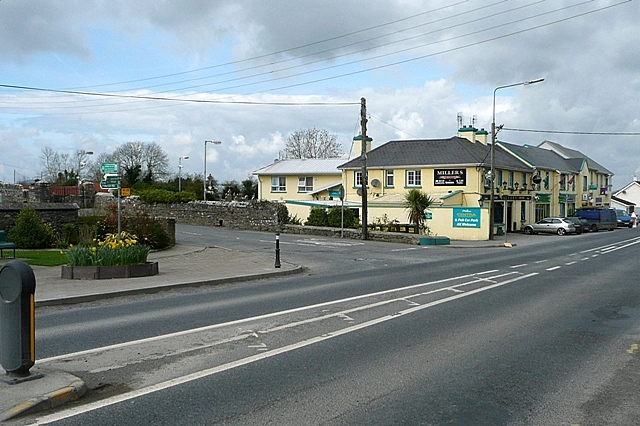
Oola, Main Street

## Lage
Oola liegt etwa 33 Kilometer ostsüdöstlich des Stadtzentrums von Limerick. Durch den Ort verläuft die N24 von Limerick nach Tipperary und Waterford. Östlich von Oola liegt der Oola Hill mit einer Erhebung von 135 m.

## Sehenswürdigkeiten
- Die Ruine des Tower House Oola Castle, das Ende des 16. Jahrhunderts errichtet wurde
- Herz Jesu-Kirche

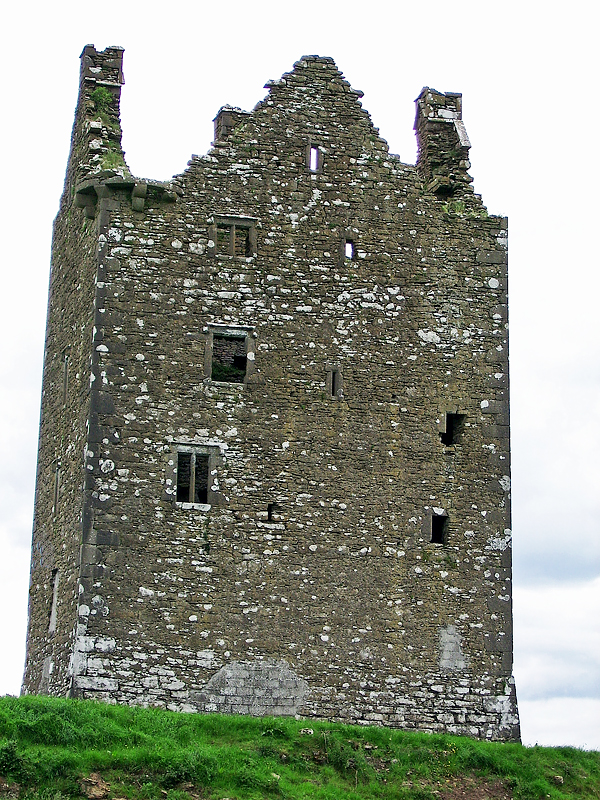
Oola Castle